# Bócio
Bócio é um aumento do volume da glândula tireoide geralmente causado pela falta de iodo. A existência de nódulos na tireoide também é considerada bócio.
O bócio também pode estar relacionado à carência nutricional, fazendo a glândula tireoide inchar, agindo como um mecanismo de compensação e formar o bócio carencial. O hipertireoidismo também pode gerar um aumento da glândula tireoide, formando o bócio. 

## Tipos
O aumento da glândula pode ser:

A tireoide é importante para regular a produção de energia e atividade dos outros órgãos.

- Difuso: envolvendo toda tireoide, é o tipo de aumento mais comum, com múltiplas causas;
- Uninodular: geralmente por um tumor;
- Multinodular: geralmente por bócio multinodular tóxico.

Conforme a liberação de tiroxina(T4), o hormônio da tireoide, o bócio pode ser:
- Tóxico: Libera tiroxina causando hipertireoidismo;
- Atóxico: Não libera tiroxina.

Pelo tamanho:
- Classe I: Estruma palpável, mas não visível;
- Classe II: Estruma pequena e visível;
- Classe III: Estruma grande, comprime a faringe dificultando engolir e respirar.

## Causa
As possíveis causas de bócio incluem:
- Deficiência nutricional de iodo, mais comum em locais secos
- Tireoidite de Hashimoto, um tipo de hipotireoidismo
- Doença de Graves, um tipo de hipertireoidismo
- Bócio multinodular tóxico familiar ou esporádico
- Adenoma folicular
- Nódulo ou cisto coloide
- Câncer de tireoide

Pode ser causando tanto pelo hipertiroidismo como pelo hipotireoidismo. No hipotireoidismo, a deficiência de iodo no organismo faz com que a secreção de T4 (tiroxina) seja diminuída pela tireoide. A baixa concentração desse hormônio no sangue estimula a adenohipófise a produzir e liberar TSH - hormônio tireoestimulante. Esse hormônio estimula o crescimento celular e uma maior síntese de hormônios tireoidianos por esta glândula.

## Sinais e sintomas
Os sintomas são muito variáveis dependendo da doença de base. No caso da falta de iodo causa apenas problema estético, com o inchaço no pescoço, mas pode eventualmente causar dificuldade de engolir e respirar.

## Diagnóstico
É diagnosticado pelo exame físico (inspeção visual e palpação), por ultrassonografia, cintilografia e exames laboratoriais medidos no sangue (T3,T4, TSH e alguns anticorpos contra a tireoide. ).

## Prevenção
Sal iodado é o método mais usado no mundo para evitar a carência de iodo. Outras medidas envolvem proteger a tireoide contra radiação, tomar suplementos e não fumar.

## Tratamento
A levotiroxina e o iodo radioativo são opções no tratamento de bócios pequenos ou medianos. Os de tamanho maior necessitam cirurgia.